# Benjamin D'Urban
Benjamin D'Urban (Halesworth, Norwich, Norfolk, Inglaterra, 1777 – Montreal, Quebec, Canadá, 25 de mayo de 1849) fue un militar del Ejército Británico. Fue asimismo administrador general y colonial británico. También actuó como político siendo el gobernador de la colonia del Cabo (ahora en Sudáfrica). 
D'Urban se alistó en el ejército real en 1793, a los 16 años. Progresó rápidamente en el ejército y se distinguió en la guerra de la Independencia española donde estuvo a las órdenes del general Beresford. En 1819, le hicieron gobernador de Antigua y Barbuda, cargo que desempeñó hasta 1824. En aquel año fue designado teniente-gobernador en Demerara-Essequibo, donde en 1831 anexó la provincia de Berbice para formar la Guayana Británica, de la cual fue su primer Gobernador (1831-1833). Tres años más tarde lo designaron Gobernador de la colonia de El Cabo, al sur de África. En enero de 1834 asumió el cargo de Gobernador y Comandante en Jefe de la colonia de El Cabo. Su administración fue complicada por el éxodo de granjeros neerlandeses al lejano norte y este (conocidos como el gran viaje dificultoso) e inicio de la guerra de la frontera del Cabo (1834-1835). Condujo al ejército, venció y anexó el territorio entre el Keiskamma y los grandes ríos de Kei (Groot-Kei). Suprimió la esclavitud, estableció los consejos municipales y legislativos, y bautizó a la colonia como Colonia de Sudáfrica para el régimen británico. 

## Honores
Yace en Last Post Fund, en Pointe-Claire donde se halla un obelisco a su memoria.